# دریاچه لیوکشموزرو
دریاچه لیوکشموزرو (انگلیسی: Lake Lyokshmozero) یک دریاچه در استان آرخانگلسک کشور روسیه است.